# Fusobacterium

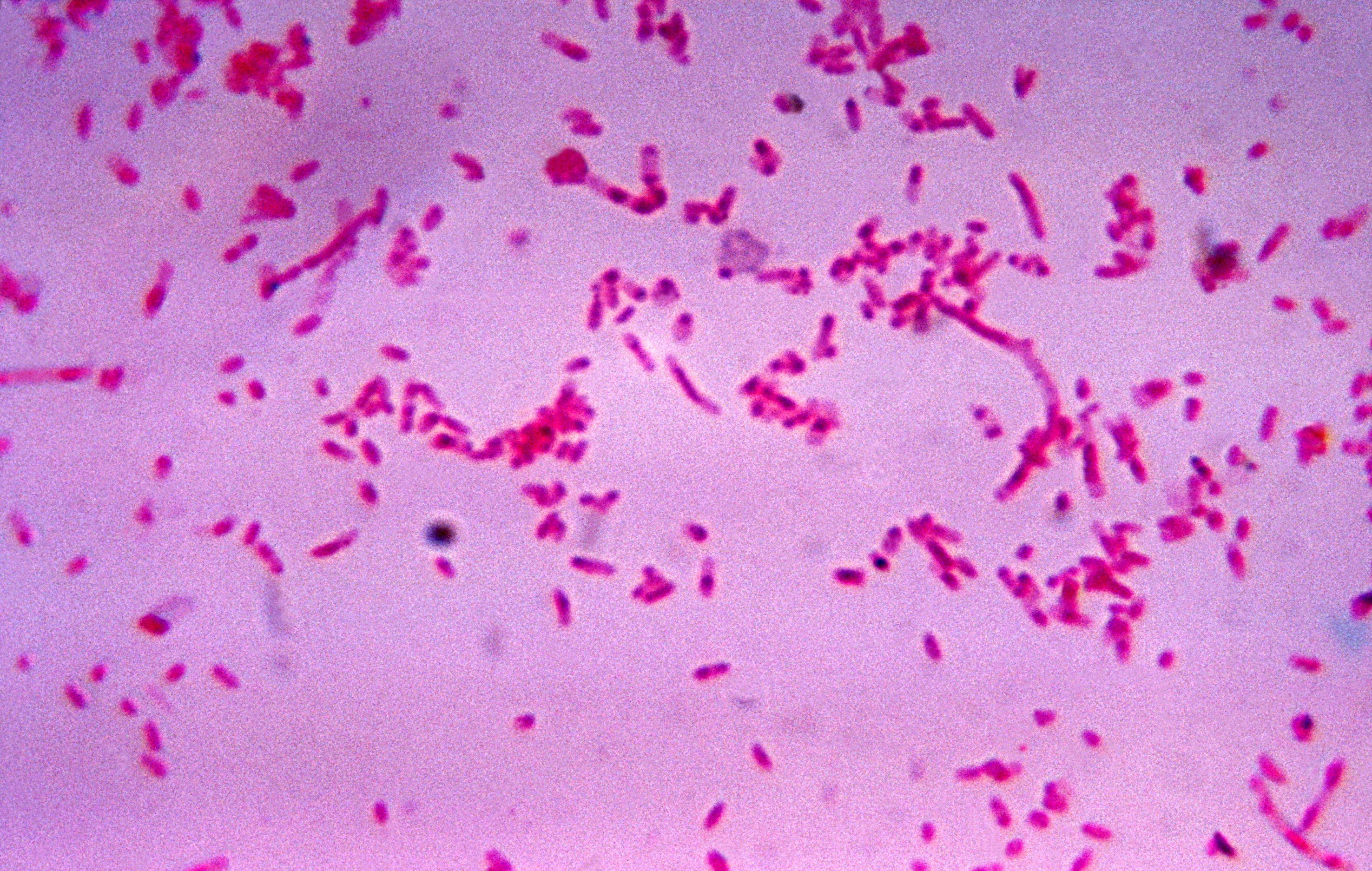
Fusobacterium novum in een vloeistofcultuur

Fusobacterium is een geslacht van anaerobe, gram-negatieve, niet-spoorvormende bacteriën, vergelijkbaar met Bacteroides. Individuele cellen zijn dun, in de vorm van een pijp met een aflopend eind. Fusobacterium-soorten zorgen voor verschillende aandoeningen bij mensen, waaronder paradontale aandoeningen, het syndroom van Lemierre en huidzweren.
Voorheen werd gedacht dat Fusobacterium een deel uitmaakt van de normale flora van de menselijke orofarynx, maar de moderne opvatting is dat Fusobacterium altijd als een pathogeen behandeld moet worden. Fusobacterium prausnitzii, een darmcommensaal geassocieerd met gezonde patiënten, is begin 20e eeuw heringedeeld bij Faecalibacterium. 